# Asarkina amoena
Asarkina amoena är en tvåvingeart som beskrevs av Austen 1909. Asarkina amoena ingår i släktet Asarkina och familjen blomflugor. Inga underarter finns listade i Catalogue of Life.